# Szippar
Szippar (sumer nyelven Zimbir, Sippar) (mai neve Tell Abu Habbah) egy ősi sumer, majd később babiloni város és állam Mezopotámiában, a mai Irakban, az Eufrátesz keleti partján, Babilontól északra. 
Babilónia egyik legfontosabb városa volt a Kr.e. 2. évezredtől.
Samas, a Napisten egyik fő szentélye itt volt. Az itteni lelőhelyről több tízezer ékírásos tábla került elő.
Itt találták meg a babiloni világtérképet , az ismert világ feliratos ábrázolásával; továbbá Nabú-naid hengereinek  egy részét is.
Egy másik várost is Szipparnak hívtak, amely alig hét kilométerre található az elsőtől (ami inkább amolyan külvárossá teszi). Megkülönböztetésük érdekében az ókori szövegek gyakran „Samas Szippar”-nak, a másodikat „Annunitum Szippar-nak” nevezik, védőisteneik nyomán.
Szippar sumer nevének jelentése: a madarak városa.

## Története
Annak ellenére, hogy több ezer ékírásos agyagtábla került elő a lelőhelyről, viszonylag keveset tudunk Szippar történetéről.
A város jelentőségét kezdetben az adta, hogy az urbanizálódott térség peremén kereskedelmi kikötő volt a sivatagok juhtartó nomádjai és az Eufrátesz menti urbanizált területek lakói között. A jelentősebb nomád törzsek állandó táborhelyet tartottak fenn, de az is lehet, hogy a város eredetileg éppen a táborhelyek laza együttese volt.
Később kultikus szerepe vált jelentősebbé. A város fő istene a sumer napisten, Utu, később a vele azonos akkád Samas volt. 

Babilónia Hammurapi idején

Szippar nevét először az Akkád Birodalom megalapítója, Sarrukín (i. e. 2371-2316) említette egyik feliratában. Nem zárható ki, hogy Szippar azonos Sarrukín szülőhelyével, Azupiranuval. Már akkor is állt egy temploma, melyet napistennek szenteltek. Az Ébabbart, Samas szentélyét Hammurapi (i. e. 1792-1750) helyreállíttatta és itt helyezte el azt a sztélét, amelyre híres jogi kódexét vésték, majd fia, Samsu-iluna további rekonstrukciókat végzett és egy új szentélyt is építtetett a zikkurat tetején.
Az i. e. 15. században a kassú királyok, közülük elsősorban I. Kurigalzu , majd Sagarakti-Surias  rendbehozták Szippar omladozó templomait.
I. e. 1170-ben az elámiak pusztították végig a várost és magukkal vitték Szúzába a kódex sztélét is, melyet aztán 1901-ben egy francia régészeti expedíció fedezett fel.
Szippar végül az asszír II. Nabú-kudurri-uszur (i. e. 605-562) birodalmának része lett.
Később, az újbabilóniai uralkodók még gondozták Szippar templomait, de a késői Akhaimenidák az i. e. 5. században már nem sokat törődtek a várossal, majd lassan lakói is elhagyták.

## Régészet
Abu Habba teljén már az 1800-as évek végén elkezdődtek az ásatások. 1880-1881 között Hormuzd Rassam és P. Schei végeztek itt először feltárásokat, ekkor többek között vagy tízezer ékírásos agyagtábla is felszínre került, melyek közül a legtöbb újbabiloni volt.
1927-ben J. Jordan és W. Andrae végeztek itt újból feltárásokat, majd később, 1972-1973-ban egy belga csapat, és 1977-től az iraki régészek, 2000 után pedig a német Régészeti Intézet is dolgozott itt.
Szippar zikkurátjának maradványai mintegy 15 méter magasságba emelkedtek ki a síkságból. A zikkurat (toronytemplom) egy 350×250 méteres udvarban, teraszon épült.
A szentélykörzetben egykor több templom is állt. Samas isten temploma, az Ébabbar a feltevések szerint a zikkurattól északkeletre feküdt. Az i. e. 2. évezred elején a III. uri dinasztia korában megjelenő Nungal számára is építettek templomot. A Nungal-kapu a bírósági eljárások, az igazságszolgáltatás helyszíne volt. A kapu itt nem feltétlenül a városfalon nyitott átjárót jelenti, szentélyeket is neveztek így, de lehetséges, hogy a városkapu melletti nagyobb térre utal.
A ma látható romok legtöbbje Nabú-naid (i. e. 6. század) uralkodása idejéből való.
A város romjainál talált agyagtáblák bizonyítják, hogy Szippar csillagvizsgálójából megfigyelhették a napkeleti bölcsek csillagát.